# Victor Abeln
Victor Abeln (Deventer, 5 januari 1984) is een Nederlands televisiepersoonlijkheid. Abeln is bekend als de barman van First Dates.

## Levensloop
Abeln werd geboren in Deventer en groeide op in Gorssel. Aldaar werkte hij in de spoelkeuken van Hotel Restaurant De Roskam. Abeln verhuisde vervolgens naar Amsterdam om sociologie te gaan studeren. Naast zijn studie werkte Abeln aan de bar bij sociëteit Sexyland, waar hij werd benaderd voor een nieuw programma van de BNNVARA.
Abeln besloot op het aanbod in te gaan en kreeg in 2017 in Nederland bekendheid als barman van de Nederlandse versie van het televisieprogramma First Dates en First Dates Hotel. Abeln maakte in april 2024 bekend dat het seizoen 2024-25 voorlopig het laatste seizoen is waarin hij als bargast te zien is in het programma. Hij maakte deze keuze om een wereldreis te kunnen maken. BNNVARA begon daarna een zoektocht naar een geschikte opvolger van Abeln. De aanmelding hiervoor werd vervroegd gesloten nadat meer dan duizend personen zich hiervoor hadden aangemeld. Abeln was op 25 maart 2025 voor het laatst te zien als barman in First Dates.

## Filmografie

### Film
| Films | Films      | Films       |
| Jaar  | Film       | Opmerkingen |
| ----- | ---------- | ----------- |
| 2020  | Casanova's | Barman      |
| 2022  | Ome Cor    | Zichzelf    |

### Televisie
| Televisie als deelnemer | Televisie als deelnemer                  | Televisie als deelnemer  |
| Jaar                    | Productie                                | Opmerkingen              |
| ----------------------- | ---------------------------------------- | ------------------------ |
| 2019                    | De Slimste Mens                          | [ 11 ]                   |
| 2019                    | Ik hou van Holland                       |                          |
| 2022                    | Celebrity Masterchef                     | samen met Jeangu Macrooy |
| 2022                    | Code van Coppens: De wraak van de Belgen | samen met Sergio Vyent   |
| 2022                    | Weet Ik Veel                             |                          |
| 2022                    | De Alleskunner                           | [ 14 ]                   |
| 2023                    | Lettrix                                  |                          |
| 2023                    | De Slimste Mens: All Stars               | [ 15 ]                   |
| 2023                    | Oh, wat een jaar!                        | Team Ruben               |